# Medetera protuberans
Medetera protuberans är en tvåvingeart som beskrevs av Negrobov 1967. Medetera protuberans ingår i släktet Medetera och familjen styltflugor. Arten har ej påträffats i Sverige. Inga underarter finns listade i Catalogue of Life.